# Positive Teststrategie
Positive Teststrategie bezeichnet das Phänomen einer einseitigen Suche nach bestätigender Information.
Menschen sind Informationssucher, sie suchen die Umwelt nach bekannten und unbekannten Hinweisen ab.
Die Informationssuche läuft in der Regel zielgerichtet, d. h., es wird eine Hypothese konstruiert, also eine Vermutung, wie etwas sein könnte. Dann wird nach Hinweisen gesucht, die die Hypothese untermauern. Objektiv sinnvoller wäre, gleichermaßen nach bestätigenden und widerlegenden Hinweisen zu suchen.
Durch diese einseitige Informationssuche wird der Mensch tendenziell zu einer Bestätigung seiner Vermutung kommen. Deshalb wird die positive Teststrategie unter anderem herangezogen, um das Phänomen der selbsterfüllenden Prophezeiung zu erklären. 
Es darf aber nicht voreilig darauf geschlossen werden, dass eine positive Teststrategie unweigerlich zu einer selbsterfüllenden Prophezeiung führt. Die positive Teststrategie ist nämlich durchaus eine diagnostische Suchstrategie, d. h., sie führt bei Auffinden von widersprechenden Informationen dazu, dass die Vermutung fallen gelassen wird. Man kommt also durchaus zu einer ‚korrekten‘ Meinung, falls widersprechende Informationen gefunden werden. Die Gründe für das Entstehen einer selbsterfüllenden Prophezeiung sind multikausal, also nicht nur auf die positive Teststrategie zurückzuführen.

## Entdeckung des Phänomens
Das Phänomen wurde ab 1978 von den beiden Psychologen Snyder und Swann untersucht. 
In ihrem Experiment wurde den Versuchspersonen die Aufgabe gestellt, eine andere Person zu interviewen. Sie sollten herausfinden, ob die Personen extravertiert oder introvertiert sei. 
Der Hälfte der Versuchspersonen sagte man, dass die zu interviewende Person extravertiert sei. Bei der anderen Hälfte der Versuchspersonen sagte man, dass die zu interviewende Person introvertiert sei. Somit hatten die Versuchspersonen eine Vermutung. Sie konnten dann aus einer Liste von Fragen einige Fragen heraussuchen, die sie der Person stellen wollten. 
Es zeigte sich dabei, dass die Versuchspersonen solche Fragen auswählten, die mit ihren Vermutungen übereinstimmten. Das heißt, diejenigen Versuchspersonen, die annahmen, dass die zu interviewende Person extravertiert sei, stellten entsprechend „extravertierte“ Fragen wie  z. B.: „Gehst du gern auf Partys?“. Umgekehrt wurden der vermeintlich introvertierten Person Fragen gestellt, wie z. B. „Magst du gemütliche Fernsehabende zu Hause?“
Aufgrund des Experiments konnte nachgewiesen werden, dass Menschen weitgehend konforme und nicht widerlegende Fragen bei der Informationssuche einsetzen.

## Weitere Studien
Von der neueren Forschung werden auch die Ergebnisse der beiden klassischen Experimente von Peter Wason, der 2-4-6-Aufgabe und des Selection Task, im Sinne einer positiven Teststrategie interpretiert.